# NGC 2539
NGC 2539 là một cụm sao mở trong chòm sao Thuyền Vĩ, nằm ở rìa phía bắc của chòm sao. Nó được William Herschel phát hiện vào ngày 31 tháng 1 năm 1785. Nó là một cụm giàu vừa phải và có ít nồng độ trung tâm, với lớp Trumpler II1m.

## Nét đặc trưng
Diametre của cụm dựa trên vị trí của các thành viên có thể được ước tính là 7,4 Parsecs (24 năm ánh sáng).  Bán kính lõi của cụm là 1,98 Parsec (6,5 năm ánh sáng), trong khi bán kính thủy triều là 15,2 Parsec (50 năm ánh sáng) và biểu thị giới hạn bên ngoài trung bình của NGC 2539, ngoài ra, một ngôi sao không có khả năng bị ràng buộc bởi lực hấp dẫn đối với cụm sao cốt lõi.  151 sao, các thành viên có thể có của cụm, nằm trong phần trung tâm của cụm và 455 thành viên có thể xảy ra nằm trong bán kính góc của cụm. 19 Puppis, có thể nhìn thấy gần rìa của cụm là một ngôi sao tiền cảnh. Các khối turn-off của cụm là 3.1 M☉. Tính kim loại của cụm là 0,14, cao hơn so với năng lượng mặt trời. Tuổi của cụm được ước tính là cao tới 630 triệu năm.
Mermilliod và Mayor đã nghiên cứu 11 người khổng lồ đỏ trong cụm, trong đó sáng nhất là mag 9,509 và thuộc loại quang phổ K5I-II và hai người không phải là thành viên. Ba trong số các ngôi sao này được tìm thấy là nhị phân quang phổ, trong khi các nghiên cứu tiếp theo chỉ ra rằng một trong số chúng là một hệ ba. Hai người nữa bị nghi ngờ là sao đôi. Các nghiên cứu sâu hơn cho thấy bảy ngôi sao biến, 5 nhị phân che khuất, một biến quang Scuti delta và một biến quang Dorma gamma, với tư cách thành viên biến gamma Doratus là nghi vấn. Từ các nhị phân che khuất, một ngôi sao là trường  và trong một nghiên cứu tiếp theo, một nhị phân che khuất khác (cụ thể là biến W Ursae Majoris) được tìm thấy nằm ở nền.